# 페르 라튀유 식당에서
《페르 라튀유 식당에서》(프랑스어: Chez le père Lathuille, 영어: At the Père Lathuille Restaurant)는 에두아르 마네의 1879년 캔버스 유화 작품으로 현재 투르네 미술관에 소장되어 있다.
후에 레스토랑으로 개장한 라튀유 신부(Père)의 카바레는 클리시 거리 바로 뒤쪽, 7번가의 영화관이 있는 바티뇰 지구에 있었는데, 당시 이곳은 파리의 와인에 부과되는 세금을 피하기 위한 곳이었다. 1814년 3월 30일 파리 전투 당시, 봉아드리앙 자노 드 몽세 원수는 이곳을 자신의 지휘소로 활용했었는데, 라튀유 신부는 적군이 도착하기 직전 군인들에게 음료를 무료로 나눠주며 "친구들이여, 마시세요. 공짜로 마시세요. 제 와인 한 병도 통에 남겨두지 마세요"라고 말했다.
작품 속 여성 모델은 처음에는 프랑스의 여배우 엘런 앙드레를 모델로 하여 그려졌다가 후에는 작곡가 자크 오펜바흐의 친척인 쥐디트 프렌치(Judith French)로 대체되었다.
작품 왼쪽 하단에는 마네의 서명과 '1879'라는 작품의 제작 연도가 써져있다.
화가 오라스 베르네의 1820년 작품 《클리시의 장벽》의 배경 우측에는 라튀유 신부의 카바레가 등장하기도 한다.